# 醍醐村 (富山県)
醍醐村（だいごむら）は、かつて富山県西礪波郡に存在していた村。1954年（昭和29年）1月15日、西礪波郡戸出町と合併。現在は高岡市戸出地区の一部（醍醐地区）となっている。

## 沿革
- 1889年（明治22年）6月6日 - 町村制の施行により、油屋（あぶらや）村、横越（よこごし）村、後正寺（こうしょうじ）村、須田（すた）村、横越新（よこごししん）村、六ケ新（ろっかしん）村、夏住（なつずみ）村、荒屋（あらや）村の区域の一部及び江尻（えじり）村の区域の一部の区域をもって、醍醐村が発足する。
- 1954年（昭和29年）1月15日 - 西礪波郡戸出町、東礪波郡北般若村、西礪波郡是戸村及び醍醐村が合併して、西礪波郡戸出町が発足する。
- 1966年（昭和41年）2月10日 - 西礪波郡戸出町が高岡市に編入する。

## 概要
- 庄川扇状地扇端部である海抜26m地帯が地域中央を東西に横切っている。
- 扇状地扇端部として水が容易に得られる地点が結ばれ、古くから旅人に利用されてきた中世からの北陸本街道が地域中央を東西に横断している。
- 砺波平野で一般的な散居村が地域中南部で見られるが、地域北部の須田、後正寺、地区中心部の横越下では塊村・集村形態がみられる。これにも庄川扇状地が関係している。地域南側は用水を灌漑した乾田地帯であり、耕作地近くに家が建てられてゆき、散居村が成立した。地域北側は水はけの悪い湿田地域であり、家々は密集していたほうが生活しやすかったために塊村・集村となった。近代に灌漑整備がなされるまで、北と南では田園風景の様相は全く異なっていた。
- 現行の住所表示は旧村域全てが「高岡市醍醐」となっているが、自治会は各集落ごとに別である。
- 高岡市でも屈指の穀倉地帯で、餅も地区の特産（主に横越下集落）。また、隣接する是戸地区や砺波市高波地区同様、チューリップの球根生産も行われている。

## 地名の由来
- 醍醐村の村名は、須田村の長念寺16代住職南木恵雄が名付けた。
- 当時、この地は乳牛の飼育が盛んであった。牛乳の味のことを「醍醐味」ということにちなみ、村の更なる発展を願い名付けたとされる[3]。明治22年、初代醍醐村長となった矢後孫二は1890年（明治23年）に搾乳所を開設。翌1891年（明治24年）の資料によれば矢後は富山県内の3分の1の乳牛を飼育し、畜産王と呼ばれた。それと共に乳製品は醍醐村の特産品となっていった。
- また、横越の素戔嗚神社境内にある延元杉と呼ばれる巨木が延元年間（後醍醐天皇の治世）[3]に能登国より移植されたものであったという伝承や、醍醐の里（京都市伏見区醍醐）から流れ着いた山伏が油屋に八幡社を鎮座したからという伝承もあり（油屋村八幡社は1911年に羽村菅原社と合祀、現在の油屋気比神社）、村名決定の際に考慮された可能性もある。
- 長念寺は鎌倉時代以前に山伏が建立した寺が起源であると伝えられており、京都の古刹醍醐寺の存在も住職の頭を過ぎったのかもしれない。長念寺は南北朝時代に綽如がこの地を訪れた際に浄土真宗へ改宗し現在まで至っている。
- 南木恵雄は長念寺に寺子屋を開き、学制発布後の1873年（明治6年）9月22日に醍醐で最初の学校となる掇英（てつえい）小学校を設立した。明治維新前後の時代の地域教育に尽くし、地域住民からの信頼が篤かったため新たな村名を決めるという重要な役割を任された。1899年（明治32年）3月には南木恵雄住職を顕彰する碑が建てられている。

## 観光
- 東新又川の桜並木

## 歴代村長
出典→
1. 矢後孫二（1889年6月6日 - 1897年6月5日）
2. 矢後市三郎（1897年6月23日 - 1899年10月29日）
3. 真田栄二（1899年11月14日 - 1904年6月13日）
4. 真田孫宗（1904年7月9日 - 1907年10月30日）
5. 矢後市三郎（1907年11月13日 - 1923年11月13日）
6. 津田由長（1923年11月14日 - 1935年11月13日）
7. 矢後孫長（1935年12月26日 - 1939年12月25日）
8. 野江作右衛門（1940年1月31日 - 1941年1月22日）
9. 矢後孫作（1941年2月4日 - 1942年6月30日、西礪波地方事務所長に栄転の為辞職）
10. 小笹才一郎（1942年8月1日 - 1946年7月31日）
11. 矢後孫作（1946年8月20日 - 1946年12月2日）
12. 小林秀三（1947年4月5日 - 1954年1月14日）